# Galero
Galero je šešir širokog oboda s resicama koji su nosili svećenici u Katoličkoj Crkvi. Tijekom stoljeća, crveni galero bio je ograničen na korištenje kardinala, dok su druge boje poput crne, zelene i ljubičaste bile rezervirane za ostalo svećenstvo.
Prilikom imenovanja kardinala, papa je tijekom papinskih konzistorija na glavu novog kardinala stavljao grimizni galero, što je dovelo do izraza "primanje crvenog šešira". Papa Pavao VI. je 1969. godine izdao dekret kojim se ukida uporaba galera. Od tada se tijekom papinskog konzistorija na glave kardinala stavljaju samo grimizni zucchetto i biretta. Neki kardinali i dalje privatno nabavljaju galero kako bi se održao običaj da ga postave iznad svojih grobova. Poznato je da je kardinal Raymond Burke povremeno javno nosio galero u 21. stoljeću.